# Zurkhar Nyamnyi Dorje
Zurkhar Nyamnyi Dorje (Wylie: Zur mkhar mnyam nyid rdo rje, 1439-1475) was een 15e-eeuws Tibetaans dokter, schrijver, en botanicus. Hij is de auteur van een invloedrijk geschrift over Tibetaanse volksgeneeskunde en de geneeskrachtige werking van verscheidene planten en schimmels, getiteld Man ngag bye ba ring bsrel ("Aanwijzingen voor een Verscheidenheid aan Medicijnen"). Dit is de oudst bekende tekst die het medicinale gebruik van de geneeskrachtige schimmel Ophiocordyceps sinensis (Tibetaans: དབྱར་རྩྭ་དགུན་འབུ, Wylie: dbyar rtswa dgun 'bu) beschrijft.
Hij werd in 1439 geboren. Zijn vader was Rigzin Phuntsok en zijn moeder was de dochter van Kunkyen Tashi Namgyal. Hij kreeg les in de boeddhistische filosofie en volksgeneeskunde. Toen hij 16 jaar oud was, schreef hij Man ngag bye ba ring bsrel.